# Eleccions parlamentàries poloneses de 1919
Les Eleccions parlamentàries poloneses de 1919 foren les primeres celebrades a la Segona República Polonesa per a elegir el Sejm del 26 de gener de 1919 pel sistema de sufragi universal directe i representació proporcional. Les eleccions foren boicotejades tant pels socialistes jueus de la Bund com pel Partit Comunista de Polònia. Entre les primeres tasques de la Sejm hi havia l'elaboració de la constitució, i la Petita Constitució de 1919 que va ser votat deu dies després del primer període de sessions, el 20 de febrer de 1919. El 1921 es va votar una constitució nova, més gran però també més controvertida (amb el suport de la dreta, però l'oposició d'esquerra), va ser votat a favor de la Constitució de març de Polònia. En els territoris on es va dur a terme l'elecció, els votants va ser del 70% al 90%. Els partits de dreta va obtenir el 50% dels vots, els partits d'esquerra un 30%, les organitzacions jueves més del 10%.
Atès que el 1919 les fronteres del nou Estat polonès encara no s'havien establert, el govern de Polònia de Józef Piłsudski havia tingut problemes amb la creació de districtes electorals. Després d'un decret, signat per Piłsudski el 28 de novembre de 1918, Polònia va ser dividida en diversos districtes, alguns dels quals ni tan sols eren part del país. La llista d'aquests districtes representa més una declaració de les reivindicacions territorials poloneses que no pas la situació real de finals de 1918. It covers whole territory of the Kingdom of Poland (1916–1918), formerly Russian Belostok Oblast, as well as whole former Austrian province of Galicia, even though its eastern part was area of a conflict between Poles and Ukrainians (see Polish–Ukrainian War). Abasta tot el territori del Regne de Polònia (1916-1918), l'antic Oblast de Belostok, així com tota l'antiga província austríaca de Galítsia, tot i que la seva part oriental era la zona de conflicte entre polonesos i ucraïnesos (vegeu Guerra polonesa-ucraïnesa).
La situació era més complicada a l'Oest, als territoris que havien pertangut a l'Imperi Alemany. Els legisladors polonesos van crear diversos districtes electorals, fins i tot en terres que mai no van formar part de la Segona República Polonesa. Així, a més dels districtes de Poznan, Torun, Kartuzy, Katowice, i Gostyn, el govern establí la creació de districtes en llocs com ara Bytom (Beuthen), Nysa (Neisse), Złotów (Flatow), Gdańsk (Danzig), i Olsztyn (Allenstein). Les eleccions de 1919 no va ser organitzades a aquestes zones, donat que seguiren sent part d'Alemanya fins al 1945.
A més, els legisladors polonesos volien l'elecció que s'organitzarà a tota la Silèsia de Cieszyn. Per tant, hi foren creats els districtes de Cieszyn i Frydek-Mistek. Així mateix, el districte de Nowy Targ abastava diversos municipis d'Orawa i Spisz, amb ciutats com Kie˝mark, Lubowla, i Spiska Nowa Wies (aquests llocs havien estat part de Polònia fins alsegle xviii, vegeu: Tractat de Lubowla).